# Городская усадьба Е. Г. Левашевой
Городская усадьба Е. Г. Левашёвой — усадьба в Москве по адресу Новая Басманная улица, дом 20, стр. 3. Объект культурного наследия регионального значения.

## История
В 1782 году хозяйкой владения являлась графиня Е. И. Шувалова. С 1831 году усадьба принадлежала дворянам Левашёвым, Николаю Васильевичу и его жене Екатерине Гавриловне. При новых владельцах усадьба была перестроена, два одноэтажных флигеля (стр. 3 и стр. 5) сохранились с того времени. В одном из флигелей с 1833 по 1856 годы проживал писатель Пётр Яковлевич Чаадаев, по названию улицы в Москве его называли «басманный философ». Квартира писателя состояла из трёх комнат, в ней по понедельникам устраивался литературный салон. Здесь же Чаадаев скончался в 1856 году.
После Левашевых усадьбой владели аптекарь П. Шульц, затем — купцы Прохоровы. При них был возведён длинный кирпичный дом в два этажа. В 1904 году усадьба была выкуплена для Александровского коммерческого училища. Большая часть главного дома была разобрана, оставшаяся легла в основу нового трёхэтажного здания с минимальным украшением фасада. Новый дом был предназначен для размещения женского отделения училища, работу выполнил архитектор С. У. Соловьёв.
В 1920-х годах к дому были добавлены ещё три этажа, в таком виде он дошёл до настоящего времени. Окна первого этажа с полукруглыми завершениями, круглые ниши, оставшиеся от усадьбы, и неброский декор окон второго и третьего этажей относятся к периоду до революции.
После революции здание продолжало использоваться для учебных целей, в нём разместилась Промышленная академия. Затем оно перешло к Всесоюзному научно-исследовательскому институту радиолокации (современный ЦНИРТИ), институт занимает его и в настоящее время.

## Галерея

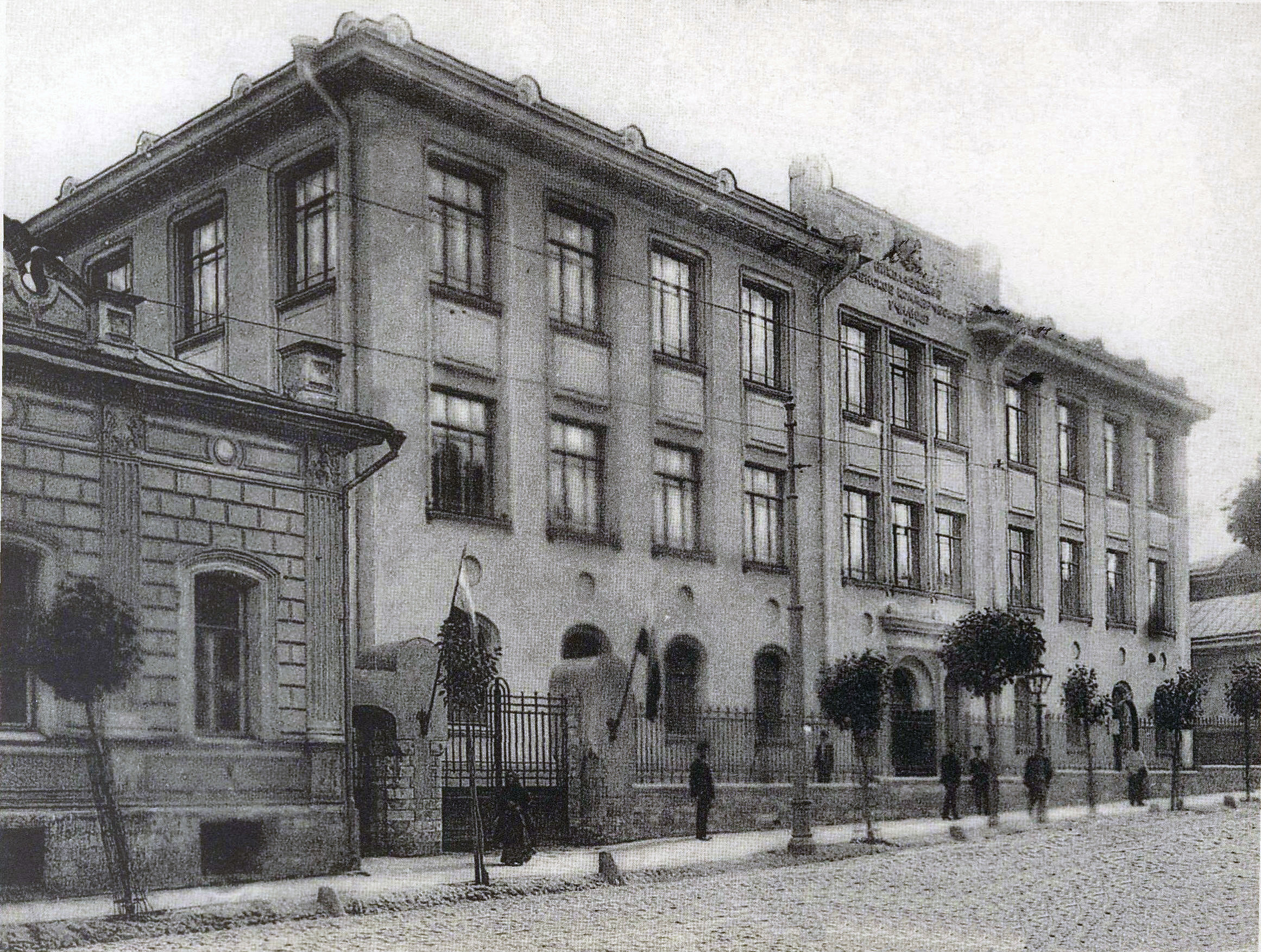
Трёхэтажный женский корпус училища на месте главного дома
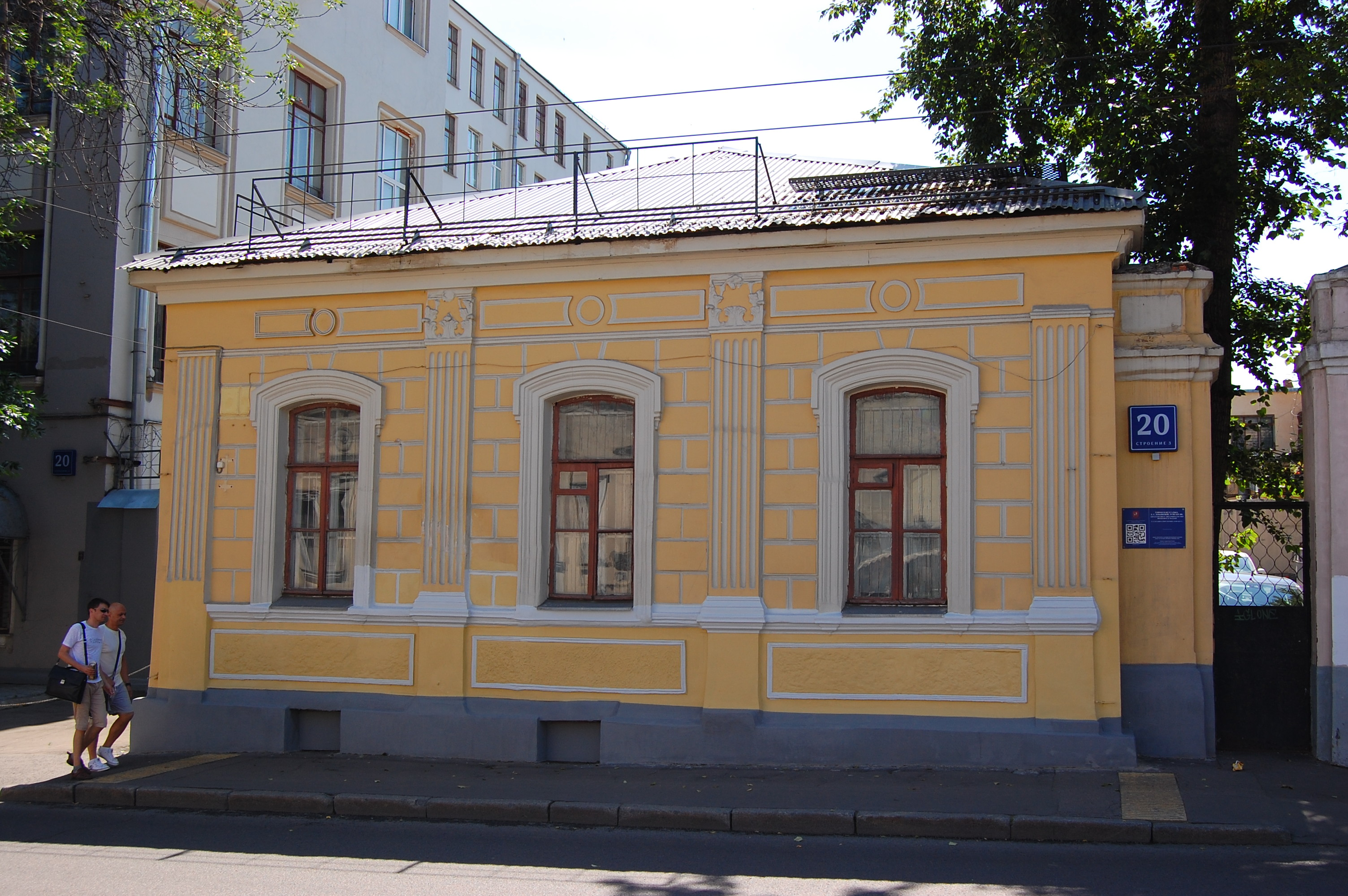
Флигель усадьбы (стр. 3), 2015 год
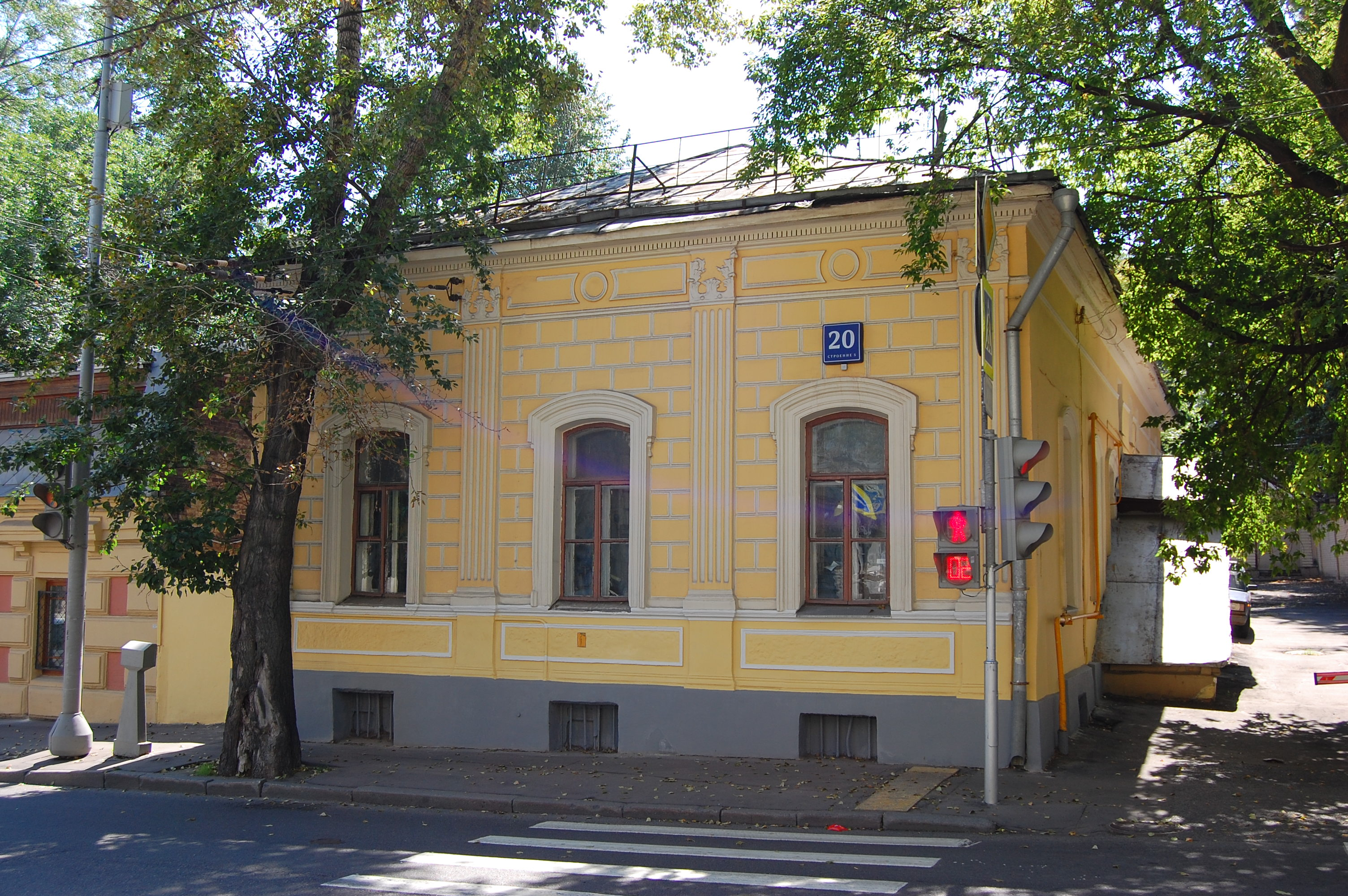
Флигель усадьбы (стр. 5), 2015 год